# 카와무라 마리아
카와무라 마리아(일본어: 川村 万梨阿 かわむら まりあ[*], 1961년 11월 21일 ~ )는 일본의 여성 성우. 본명은 나가노 시게요. 도쿄도 출신.